# 全米ハイスクールバスケットボール年間最優秀選手賞一覧
アメリカ合衆国のハイスクールバスケットボール年間最優秀選手賞の一覧 (英語: List of U.S. high school basketball national player of the year awards)は、アメリカ合衆国・ハイスクールバスケットボールのトップ選手に贈られる、年間最優秀選手賞の一覧である。
- ゲータレード年間最優秀選手賞 (Gatorade National Basketball Player of the Year)
- マックスプレップス・全米バスケットボール年間最優秀選手賞 (MaxPreps National Basketball Player of the Year)
- ミスター・バスケットボールUSA (Mr. Basketball USA)
- モーガン・ウッテン年間最優秀選手賞 (Morgan Wootten National Player of the Year)
- ネイスミス・プレップ年間最優秀選手賞 (Naismith Prep Player of the Year Award)
- パレード誌高校バスケットボール年間最優秀選手賞 (Parade High School Basketball Player of the Year)
- USAトゥデイ高校バスケットボール年間最優秀選手賞 (USA Today High School Basketball Player of the Year)